# Francesc Albo
Francesc Albo va ser un navegant del segle xvi. Va formar part de la expedició de Magallanes-Elcano, i acabà el viatge com pilot de la Victòria. Va escriure un derroter descrivint la ruta seguida a la primera circumnavegació de la Terra.

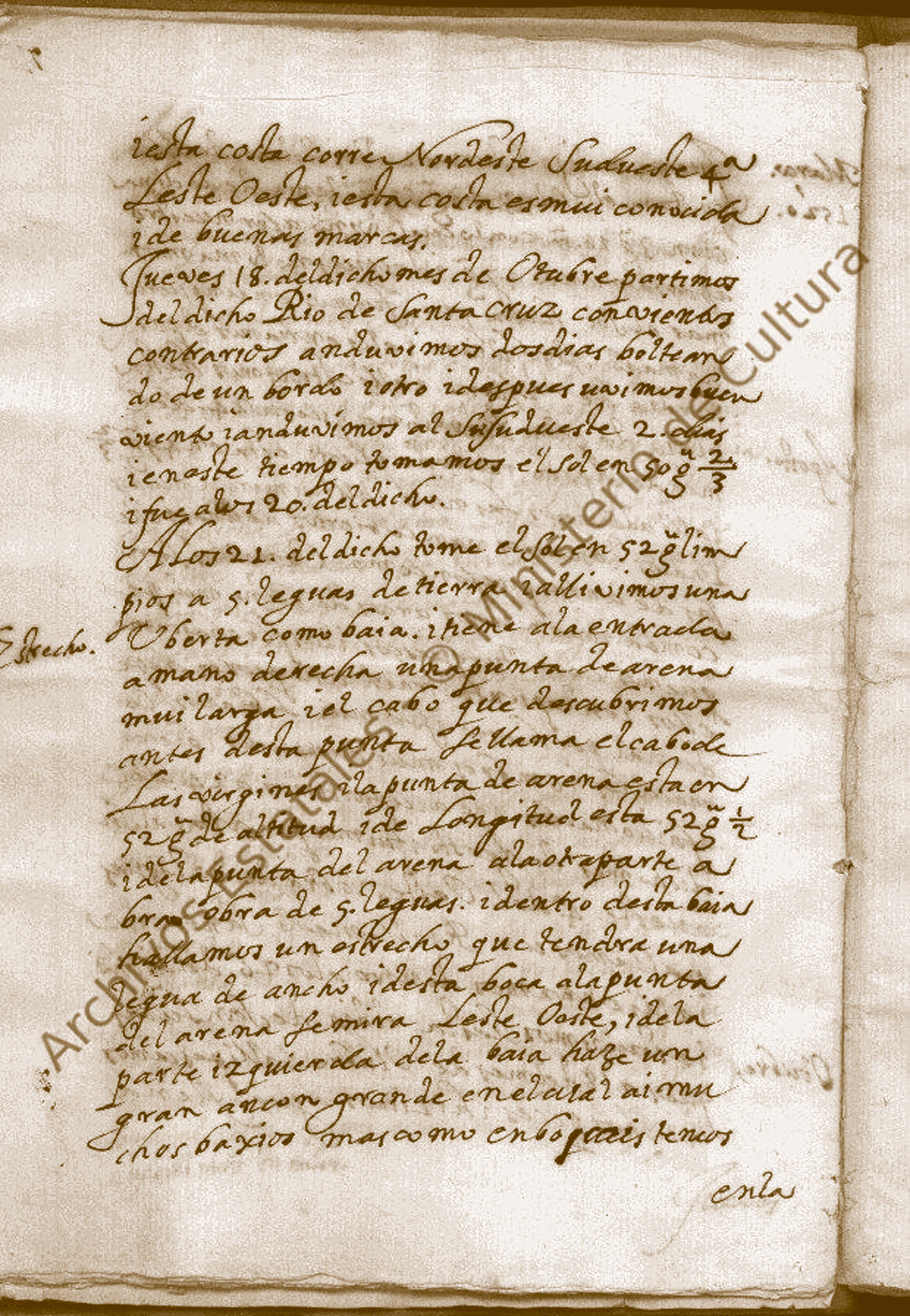
Pàgina del derroter d'Albo descriu la primera navegació europea per l'estret de Magallanes i la costa de Xile

No es coneix la data del seu naixement ni de la seva mort. Se'l considera natural de Quios (Axio). Segons una declaració oficial de 1522, era veí de Roses. És conegut per participar en l'expedició de Fernao de Magallanes. Salpa de Sevilla com contramestre de la nau Trinitat i acaba el viatge de la primera volta al món com a pilot de la nau Victòria, al comandament de Juan Sebastián Elcano.
Durant el viatge de circumnavegació, Albo va escriure un quadern de bitàcola titulat: Derrotero del viaje de Magallanes desde el cabo de San Agustín en el Brasil, hasta el regreso a España de la nao Victoria. En aquest derroter es descriu, entre les pàgines 9 i 13, el pas pel estret de Magallanes detallant la seva latitud cada dos dies, aquesta informació complementa el descobriment de Xile. Aquest important document es conserva a l'Arxiu General d'Índies de Sevilla.